# Granietschotelkorst
Granietschotelkorst (Lecanora gangaleoides) is een korstmos uit de familie Lecanoraceae. Hij groeit op bomen in symbiose met de alg Trebouxia.

## Determinatie
Granietschotelkorst is een korstvormig korstmos. Het thallus is glad of wrattig. De kleur is grijs met vaak een groenbruine tint. De apotheciën zijn meestal aanwezig en tot 2 mm in diameter, een zwart schijfje en een brede, lichte grijze rand. Bij het doorsnijden van een apothecium is het binnenste bleekgroen. Wanneer het thallus wordt gekrast, komt vaak een oranje pigment naar voren.
Het heeft de volgende kenmerkende kleurreacties: Thallus: K+ (geel), P+ (geel/rood), UV- of lichtoranje.

## Verspreiding
In Nederland is granietschotelkorst zeer zeldzaam. Hij staat niet op de rode lijst in de categorie 'bedreigd'.